# 菲利克斯·韦尔奇

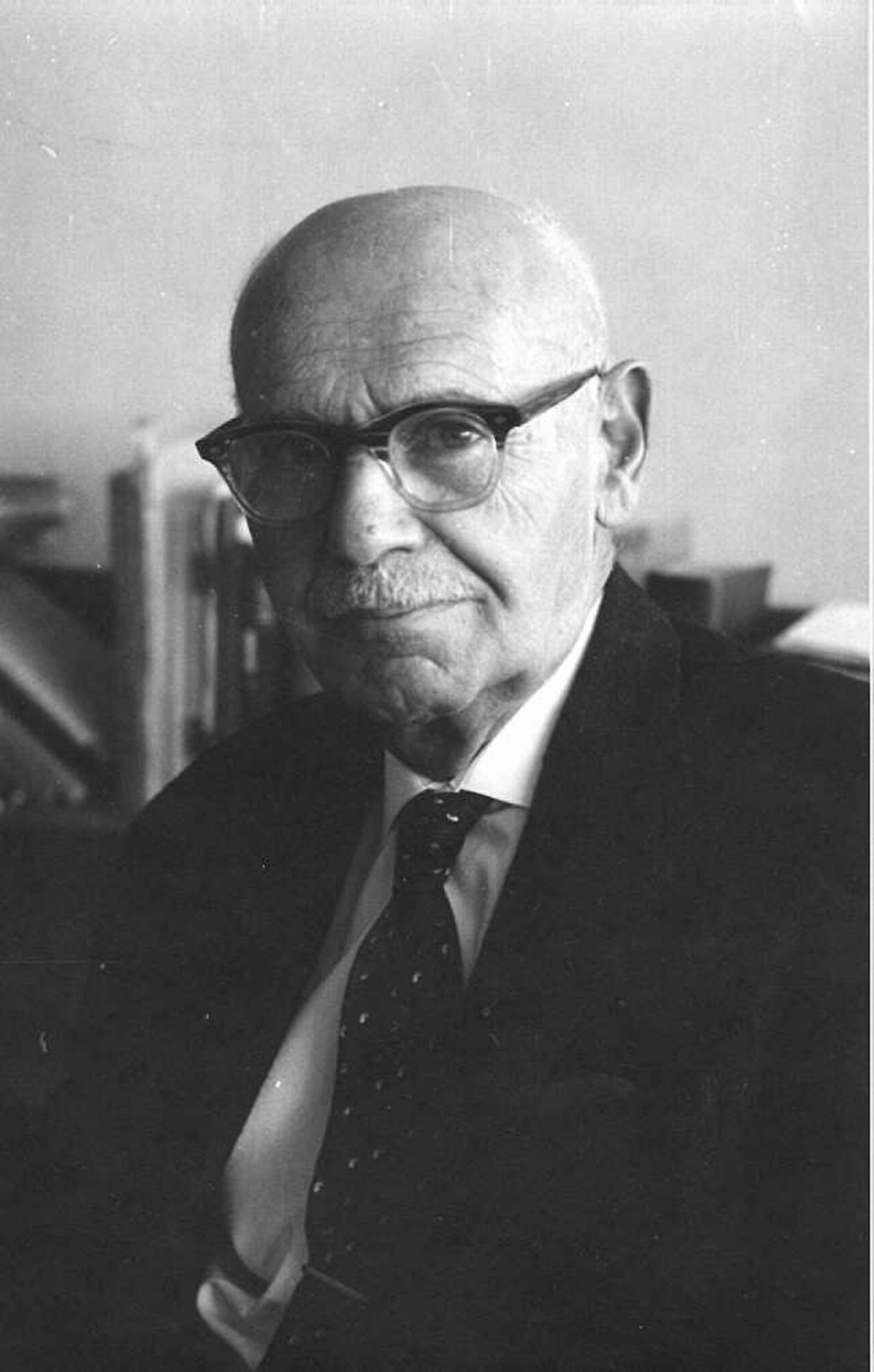
菲利克斯·韦尔奇

菲利克斯·韦尔奇（Felix Weltsch，1884年10月6日—1964年11月9日）生于奥匈帝国布拉格，是一位讲德语的犹太人以及图书馆员、哲学家、作家、编辑、出版商、记者。韦尔奇是马克斯·布罗德以及弗朗茨·卡夫卡的密友，也是波希米亚錫安主義者中的重要人物。他在查理大学攻读过法学和哲学，并长期在布拉格生活、工作，1939年3月15日，他和马克斯·布罗德及其家人搭乘最后一列驶出捷克斯洛伐克的火车离开了布拉格。他后来来到巴勒斯坦地区，接着成为以色列公民，在耶路撒冷一直以图书馆员为业，直到于1964年在當地逝世。